# Rakata (Star Wars)
Rakata (také známý jako Stavitelé nebo Bohové) je fiktivní rasa humanoidů ze světa Star Wars. Byli technologicky pokročilá rasa válečníků, která se vyvinula na počátku galaktické historie na planetě Lehon. Ovládli technologii meziplanetárního cestování hyperprostorem a za téměř 10 000 let své expanze si dokázali podrobit velkou část galaxie, avšak příliš spoléhali na využívání temné strany Síly, jež se stala jejich záhubou. Během existence jejich Nekonečného impéria, prosluli svou krutostí, bezohledností a arogancí.

## Vzhled
Rakatové byli humanoidní rasa obojživelníků s hladkou kůží. Měli poměrně velký mozek, jejich lebka měla vysoké čelo a do stran horizontálně odstáté oči. Svým vzhledem tak připomínali žraloky kladivouny. Vlasy neměli většinou žádné, ale někteří jedinci nosili dlouhé černé vlasy, vyrůstající z temene hlavy a spletené do copu. Disponovali mnoha ostrými zuby, což svědčí o jejich masožravé stravě a pojídání jiných humanoidních druhů, včetně jiných rakatů, což mělo i rituální význam. Zvláštností byla jejich uniformnost, jedinci se od sebe téměř nelišili. Všichni byli cca 2 m vysocí. Náhodný cizinec by od sebe nerozeznal jednotlivé Rakaty, ačkoliv ženy byli o něco štíhlejší než muži. Stejně jako lidé měli dvě ruce a dvě nohy, ale na nich pouze tři prsty, zakončené ostrými drápy.
Všichni měli podobnou barvu kůže. Nádechy šedozelené a šedohnědé barvy byli mezi Rakaty dominantní. V dobách největší slávy Nekonečného impéria však existovali i poddruhy s modrou Drootové, rudou Ikalikové a černou kůží Bukesekové, které však vyhynuly s jeho zánikem. Rakatové byli původně bytosti velmi citlivé na Sílu, ačkoli tuto schopnost později ztratili.

## Historie
| „              | " Na všech našich cestách jsme se nikdy nesetkali s druhem, který by žil jen pro dobývání, ničení a zabíjení. Pojídali své vlastní soukmenovce. Rakatové jsou pro galaxii mor a byli jsme to my, Kwaové, kteří jej rozpoutali. " | “ |
| — mistr A'nang | |   |

### Počátky
Rakatové se vyvinuli na odlehlé, tropické planetě Lehon pokrytou oceány, džunglemi a pralesy. Byli od přírody krutí, divocí a krvelační. Zformovaní do mnoha primitivních kmenů na svém domovském světě neustále válčili jeden proti druhému. Neexistovala mezi nimi žádná pravidla, žádné právo. Jediné právo, které platilo bylo "Právo silnějšího". A tak štěpili své síly ve velkých válkách i malých potyčkách, na potkání se mezi sebou bili, mrzačili a pojídali padlé nepřátele jako důkaz vítězství. Kanibalismus byl neoddělitelnou součástí jejich barbarské kultury.
Kolem roku 49 000 BBY se však staly události, které změnily jejich dosavadní způsob života. Na Lehon přišly z planety Dathomir pomocí Nekonečných bran velmi vyspělé bytosti s fenomenálními, až výjimečnými znalostmi Síly. Těmi bytostmi byli Kwaové, mírumilovná rasa humanoidních plazů. Ti u Rakatanů rozpoznali cit na Sílu a jelikož byli dobrosrdeční, umožnili Rakatům poznání Síly i moderních technologií, čímž jim chtěli přinést vzdělání a zdokonalení. Avšak jejich úsilí "pozvednout nízké" bylo až příliš úspěšné.
Rakatové přestali s bratrovražednými válkami proti sobě, osvojili si moderní technologie a tajemství Síly. S novou výzbrojí a vědomostmi se rozhodli vzkřísit svou dobyvatelskou touhu, tentokrát však v jednotě proti zbytku galaxie. Rakatové ignorovali učení svých mistrů na dodržování rovnováhy v Síle. Díky své vrozené krutosti a touze po zabíjení rychle sklouzli k temné straně a začali z Lehonu pomocí technologie hyperpohonu napadat a dobývat ostatní světy v Neznámých regionech.

### Nekonečné Impérium
V období kolem roku 35 000 BBY Rakatové založili své Nekonečné impérium, které rychle rostlo, i díky opuštění galaxie bájnou rasou Celestialů. Začali pronikat do okolních světů, které si bleskově podmanili a zotročili jejich obyvatele, kterým se představovali jako bohové. Rakatové vyvinuli technologii, která jim umožnila vyvolat strach a nenávist v bytostech citlivých na Sílu, ty umístili do svých válečných lodí, strojů a továren. Speciální technologie měnila emoce otroků na energii, jež poháněla válečnou mašinérii Nekonečného Impéria, která byla celá stavěná na využívání temné strany.
Jejich hyperpohon mohl však navštívit jen světy, které byly silné v Síle, což mělo za následek obrovské mezery mezi dobytými světy. Nahodilá povaha jejich říše umožnila mnoha jiných civilizací vzkvétat a vyvíjet se samostatně. Rakatům to však nestačilo. Obrátili se na své dávné učitele s žádostí o předání technologie Nekonečných bran (aby se mohli dostat do celé galaxie). Kwaové byli velice zarmoucení nad tím, že jejich žáci nepoužili znalosti Síly a technologií k povznesení sebe samých, ale pouze k ničení, dobývání a zotročování ostatních, a protože předem věděli, že Rakatové budou chtít i tuto technologii zneužít k dalším výbojům, jejich žádost odmítli. Tak vypukla bitva o Lehon. Bitva to byla dlouhá a mnoho Kwaů v ní zemřelo. Nicméně se jim podařilo ustoupit na jejich domovskou planetu Dathomir a zničit Nekonečné brány na Lehonu i ve zbytku galaxie.
Ale Rakatové byli šelmy, a tak zahájili nový projekt. Navrhli ve svém domovském systému stavbu gigantické vesmírné továrny, která měla dodat nový impuls jejich zbrojnímu průmyslu. Nechali pochytat stovky milionů otroků, kteří pak museli pracovat na její výstavbě. Stavba to byla nesmírně impozantní a to do takové míry, že její silueta se stala oficiálním znakem Nekonečného Impéria. Dostala jméno Star Forge (Hvězdná kovárna). Základ tvořilo kulaté jádro, ze kterého vertikálními směry vybíhali tři tzv. "ploutve". V těchto ploutvích se nacházely výrobní linky, hangáry pro vesmírné lodě a doky na opravy. Díky tomu, že odebírala energii z hvězdy Abo měla téměř nevyčerpatelné zdroje na výrobu zbraní a techniky.
Výrobní linky Star Forge chrlily bitevní lodě, křižníky, stíhačky, tanky, droidy, všechny druhy zbraní: sečné – obyčejné i silové meče (předchůdce světelného meče), střelné – blaserová děla a pušky, nukleární či psychotropní a vojenského materiálu po milionech tun. To vše však na úkor minima prostředků k obraně. Na ochranu disponovala Star Forge dělostřeleckými bateriemi u svých hangárů a několika letkami stíhaček. Ve vnitřních prostorách se nacházela velká posádka droidů. Kromě toho ze starého chrámu na planetě Lehon proudilo kolem Star Forge silné energetické pole, které eliminovalo každé nepřátelské plavidlo, které se k ní přiblížilo.
Tento technický zázrak však stál strašlivou cenu. Star Forge byla postavená tak, že ke svému chodu potřebovala také temnou stranu v podobě hněvu a pýchy svých konstruktérů. V důsledku toho se Star Forge stala obrovský nástrojem temné strany síly. Darth Revan o ní prohlásil, že Star Forge není jen výtvor, ale žijící organismus, který pohltí za účelem výroby cokoliv, ať už elementy, Sílu nebo esenci života. Aby Star Forge získala energii potřebnou ke svému provozu, začala Rakaty ještě více kazit a přispěla značnou měrou ke kolapsu Nekonečného Impéria.
Zatímco co probíhala výstavba Star Forge, Rakatové činili výboje na další planety. V roce 33 598 BBY obsadili lesní planetu Kashyyyk, domovský svět Wookiů a zahájili zde mohutný biologicko-inženýrský projekt. Rakatové vytvořili terraformační počítač, který měl dohlížet na projekt výzkumu wroshyrských stromů, na kterých Wookiové žili. Výzkum se však vymknul kontrole, neboť počítač po 241 letech selhal a roku 33 357 BBY ztratil kontakt s Rakaty. To způsobilo nekontrolovatelný růst wroshyrských stromů a vytvořilo na Kashyyyku ekosystém, který přetrval do současnosti.
Další obětí expanze Rakatů se stali jejich učitelé, Kwaové a jejich domovská planeta Dathomir. Rakatové na Dathomiru řádili jako černá ruka. Města na planetě srovnali se zemí a vypálili až do základů. Jako akt pomsty za zničení Nekonečných bran Kwae povraždili, zbilí se pod vlivem "Duchů" sester noci přeměnili v druhohorní ještěry, Kwi. Odtud si odvezli na svou domovskou planetu Rancory, jež si oblíbili jako své domácí mazlíčky.
Dále si podrobili planetu Belsavis, ze které učinili velkou věznici své říše. Vězněna zde byla monstra, válečníci a silné subjekty. Prvním koho zde uvěznili, byla entita The World Razer (Ničitel světů), která svým hladem údajně konzumovala stovky soustav. Podle textů nalezených Republikou v Deep Prison (Hluboké vězení) muselo vynaložit úsilí celé Nekonečné impérium, aby byl Ničitel poražen a uvězněn. Dále tu bylo Eternity Vault (Věčné vězení), kde byl střežen na Sílu mimořádně citlivý, extrémně nebezpečný rakatský vojevůdce Soa, známý také jako The Infernal One (Pekelný), který pro Nekonečné impérium dobyl tisíce světů, avšak chtěl založit svou vlastní říši za což byl odsouzen a uvězněn.

### Zlatý věk
Na vrcholu své slávy ovládalo Nekonečné impérium přes pět set v Síle citlivých světů po celé galaxii. Dobyvačná, otrokářská civilizace byla rozložena na bezpočtu hvězdných soustav a byla o mnoho větší než pozdější impéria. Díky používání technologií, využívajících temnou stranu Síly (jako Sílou poháněné hypermotory) dominovala říše Rakatů po tisíce let. Mnohé z nejvýznamnějších planet v galaxii byly zahrnuty do Nekonečného Impéria, např. Corellia, Honoghr, Generis, Hijarna, Xo nebo Dantooine.
Rakatové byli nesmírně krutí válečníci, zničili nebo zotročili každou civilizaci se kterou se setkali. Největší nebezpečí představovaly skutečnosti jejich dokonalé znalosti temné strany a technologie ji využívající. Byli to však také vychytralí manipulátoři.
Na vrcholu moci, činila populace jejich říše deset miliard Rakatů a jeden bilion otroků. Mezi podmaněné rasy patřili Selkathové z Manaanu, Wookiové z Kashyyyku, Kumumgahové z Tatooine, Noghriové z Honoghru, Lidé z Coruscantu a další. Tím, že přepravovali mnoho otroků do nových světů se Rakatové zasloužili o rozšíření inteligentního života. Kromě toho lidé z Coruscantu a Corellie poskytli Rakatům největší pracovní sílu na stavbu jejich gigantických strojů a továren. Rakatové i přes svou krutost značně přispěli k vývoji ostatních ras tím, že jim umožnili poznat technologii cestování hyperprostorem. Takto například cestovali vesmírem lidští kolonisté z Correlie do neprobádaných světů Vnějšího pásu, až se usadili po stovkách letech pomalé cesty v Tiónské hvězdokupě a založili vlastní říši.
Tehdy Nekonečné impérium začaly napadat hordy cizinců známých jako Esh-Kha. Ti ovládli několik rakatských světů a zabránili pokračování dalších expanzí. Takové chování nemohli pyšní Rakatové nechat bez odezvy, tak začali shromažďovat síly, přezbrojili vojska a chystali odvetu. Nenáviděli Esh-Khy jako smrt. Následně vypukla válka, která skončila totální porážkou Esh-Khů. Rakatové je chtěli všechny vyhladit, ale moudrý esh-khý stařešina Hallow Voice (Posvátný hlas) je nakonec uprosil. Sto tisíc přeživších bylo uvězněno na planetě Belsavis. Velké vítězství vedlo k vytvoření památníku na planetě Hoth, který obsahoval holocron, kde se mluvilo o rakatském vítězství nad Esh-Ky. Zdálo se, že mocí Nekonečného impéria nemůže nic otřást. Avšak nic netrvá věčně, ani impérium, i když je nekonečné.
Někdy kolem roku 27 700 BBY se Rakatové setkali se Sithy z Korribanu, kteří také využívali temnou stranu Síly. Zpočátku předstírali, že se chtějí spojit s králem Adasem a ze Sithů si udělat spojence. Snažili se Sithy ukolébat a získat jejich důvěru tím, že jim předali několik svých technologií, např. tvorbu holocronů. Z počátku to fungovalo, ale král Adas si postupem času uvědomoval, že Rakatové usilují jen o jejich porobení neboť v Sithech vidí jen další otroky. Sithové se tedy sjednotili kolem krále, přesunuli většinu obyvatel pryč z Korribanu a vypuklo velké proti-rakatské povstání. Sithové se postavili svým utlačovatelům statečně a přestože nebyli tak technologicky vyspělí jako agresoři, válka skončila jejich drtivým vítězstvím a vyhnáním Rakatů z Korribanu, ale za jistou cenu. V rozhodující bitvě padl sám král Adas a celá planeta Korriban byla zpustošená. Sithové se však mezitím přestěhovali na planetu Ziost, ze které učinili svůj nový domov. Stali se první rasou v galaxii, která se Rakatům postavila a vyhrála svou svobodu.

### Invaze na Tython a setkání s Je'daii
Roku 25 793 BBY zahájili rakatové invazi na planetu Tython, kde žili bytosti citlivé na Sílu pocházející z celé galaxie a kde bylo sídlo řádu Je'daii – společenství mnichů, filozofů a válečníků. Rakatové vyslali na planetu lovce Síly, Xeshe. Lovec Síly byl otrok vyškolený v temné straně Síly rakatským predorem za účelem hledání světů silných v Síle. Xesh však svou přítomností vyvolal nadmíru masivní bouři s mnoha oběťmi, jež nebyla na planetě viděna tisíciletí. Nakonec byl poražen mistry Je'daii a postaven před soud.

### Pád impéria
Dlouhodobé užívání temné strany si začalo pomalu, ale jistě vybírat svou daň a na hlavy Rakatů začala dopadat jedna rána za druhou.
Rasa však začala mezi lety 26 a 25 000 BBY značně upadat. Jednotlivé světy jako Duro, Correlia nebo Coruscant se postupně osamostatnily. V roce 25 200 BBY se pak Nekonečné impérium Rakatů rozpadlo úplně. Vinu na tom nesla temná strana Síly, jež podněcovala neustálé rozbroje mezi jednotlivými kmeny Rakatů, a zejména velký mor, který postihoval pouze Rakaty. To nejhorší však přišlo vzápětí: celá rasa ztratila spojení se Sílou a byla tudíž neschopna ovládat své technologie. V galaxii Rakatové proto téměř vyhynuli, udrželi se jen na svém domovském světě.
Následkem pádu jejich říše zotročení obyvatelé na své bývalé pány brzy zapomněli a na Lehonu se mezi přeživšími kmeny rozhořela válka o moc. Kvůli neschopnosti ovládat technologie celá civilizace zdegenerovala téměř na úroveň doby železné a zapomněla na celou svou historii. Pouze klan Starších si své znalosti uchoval a snažil se držet se stranou konfliktů. Zbytek rakatské populace tvořily pouze barbarské kmeny s jednoduchým úmyslem být mocnější než sousedé. Až teprve v roce 3959 BBY se Rakatové opět vrátili na scénu, když Lehon navštívili kvůli Star Forge temní páni Darth Revan a Darth Malak.
Po splnění Revanova slibu kmeni Starších, že Star Forge zničí, se ten samý kmen pokusil obnovit svou zašlou slávu. Lehon byl přijat do Republiky a Rakatové si slibovali návrat technologické vyspělosti. Přesto se v nových poměrech galaxie neuchytili, mnozí vzdělanci odmítali uvěřit, že tak primitivní rasa mohla kdysi vládnout galaxii. Populace Rakatů na Lehonu však prudce klesala a v roce 1000 BBY tato rasa zcela vyhynula.

## Významní příslušníci rakatské rasy
- The One
- Soa
- Orsaa
- Ll'awa
- Skal'nas
- Tul'kar